# Fiction Records
Fiction Records is een onafhankelijk Engels platenlabel dat opgericht is in 1978 door Chris Parry, de manager van The  Cure. Het label was tot 2014 onderdeel van Polydor, waarvoor Chris Parry in dienst was als scout. Parry verkocht zijn aandeel in het label in 2001. Fiction Records richt zich vooral op alternatieve rock.

## Artiesten
Artiesten op het label zijn onder andere:
- The Cure (1979-2003)
- The Passions (1979-1980)
- The Purple Hearts (1979-1980)
- The Associates (1980-1982)
- Cult Hero (1980)
- Eat (1989-1993)
- Die Warzau (1989-1992)
- Candyland (1990-1992)
- The God Machine (1991-1993)
- Snow Patrol (sinds 2004)
- Stephen Fretwell (2004-2007)
- Humanzi (2006)
- The Maccabees (2006-2016)
- Kate Nash (2007-2010)
- Elbow (2008-2014)
- White Lies (2008-2014)
- Crystal Castles (2010-2016)
- Tired Pony (2010-2013)
- Nick Mulvey (sinds 2012)
- The Big Moon (sinds 2016)
- Another Sky (sinds 2018)